# Unterdietfurt
Unterdietfurt település Németországban, azon belül Bajorországban. Lakosainak száma 2223 fő (2023. december 31.). Unterdietfurt Rimbach, Massing, Falkenberg, Eggenfelden, Mitterskirchen és Geratskirchen községekkel határos.

## Népesség
A település népessége az elmúlt években az alábbi módon változott:
| Lakosok száma | 630  | 1197 | 1968 | 1844 | 2109 | 2096 | 2075 | 2108 | 2141 | 2223 |
|               | 1875 | 1950 | 1975 | 1987 | 2012 | 2014 | 2016 | 2017 | 2021 | 2023 |